# Чрезвычайная ситуация (фильм, 2021)
Чрезвычайная ситуация (кор. 비상선언; англ. Emergency Declaration) – южнокорейский фильм-катастрофа 2021 года, написанный и снятый режиссёром Хан Джэ Римом. В главных ролях снялись Сон Кан Хо, Ли Бёнхон, Чон Доён, Ким Нам Гиль, Лим Сиван, Ким Со Джин и Пак Хэ Джун. Съёмки возобновились 12 сентября 2020 года после переноса из-за новой волны COVID-19 в августе 2020 года и завершились 24 октября 2020 года.
Премьера фильма состоялась вне конкурса на 74-м Каннском кинофестивале 16 июля 2021 года, а затем он вышел в кинотеатрах Южной Кореи 3 августа 2022 года. Он демонстрировался в различных форматах, в том числе на экране 4DX, объединяющем 4DX и ScreenX, в дополнение к IMAX.

## Сюжет
В международном аэропорту Инчхон мужчина по имени Джин Сок подозрительно расспрашивает сотрудника о самых популярных рейсах, и, получив отказ, оскорбляет персонал и направляется в туалет. Там он хирургическим путём вживляет к себе в подмышку цилиндрический предмет. Тем временем в аэропорту также находятся Джэ Хёк и его дочь Су Мин. Позже Джин Сок подходит к ним с бестактными вопросами, побуждая Джэ Хёка заступиться за свою дочь и уйти. Без их ведома Джин Сок пронёс штамм вируса на борт их самолёта, спрятав его в ингаляторе от астмы.
Детектив Ин Хо, расследующий вирусное видео с угрозой теракта, отслеживает видео, ведущее к Джин Соку, и обыскивает его дом, где находит доказательства опытов на животных и разлагающийся труп. Тем временем Джин Сок выпускает вирус в туалете самолёта. Другой пассажир заходит в заражённый туалет и позже падает в обморок от сильного кровотечения. Во время полёта Джэ Хёк видит видео с угрозой теракта и опознаёт Джин Сока как преступника. Подозрения усиливаются, когда Су Мин рассказывает, что Джин Сок угрожал убить всех пассажиров самолёта.
Паника распространяется по мере появления симптомов у некоторых других пассажиров. Джин Сока задерживают после того, как он выпустил ещё одну дозу штамма вируса. В кабине второй пилот Хён Су и бортпроводница Хи Джин сообщают капитану, но капитан теряет сознание от инфекции, из-за чего самолёт уходит в пике. Джэ Хёк, бывший пилот, оставивший профессию из-за травмы, полученной при аварийной посадке, вмешивается и помогает стабилизировать самолёт вместе с Хён Су. На земле Ин Хо преследует сообщника Джин Сока и выясняет происхождение вируса: мутировавший геморрагический вирус с Ближнего Востока, связанный с несправедливым увольнением Джин Сока фармацевтической компанией.
По мере того, как у всё большего числа пассажиров проявляются симптомы, США и Япония отклоняют запрос самолёта на посадку. В Южной Корее растёт массовая паника: протесты и комментарии в интернете призывают правительство запретить посадку заражённого рейса. Пассажиры на борту, осознавая серьёзность вспышки, начинают смиряться со своей участью. Пассажиры соглашаются добровольно не высаживаться с борта самолёта, опасаясь, что могут причинить вред другим людям на земле. Джэ Хёк объявляет, что самолёт не будет пытаться приземлиться.
В последний момент экспериментальный противовирусный препарат, введённый Ин Хо, показывает многообещающие результаты, и эффективность вакцины подтверждается. Рейсу дали экстренное разрешение на посадку, но у него мало топлива. Джэ Хёк направляет самолёт на военный аэродром и чудом избегает крушения. После этого министр земельных ресурсов уходит в отставку, социопатия Джин Сока подтверждается, а выжившие пассажиры воссоединяются на празднике.

## В ролях
- Сон Кан Хо — детектив Гу Ин Хо, глава отдела по расследованию насильственных преступлений
- Ли Бёнхон – Пак Джэ Хёк, отец Су Мин. Бывший гражданский лётчик
- Чон Доён – Ким Сук Хи, министр земли, транспорта и морских дел
- Ким Нам Гиль[англ.] – Чхой Хён Су, второй пилот рейса Sky Korea 501
- Лим Сиван - Рю Джин Сок, террорист, бывший менеджер по микробиологии в фармацевтической компании
- Ким Со Джин[англ.] – Ким Хи Джин, бортпроводница рейса Sky Korea
- Пак Хэ Джун[англ.] – Пак Тхэ Су, директор национального центра управления кризисными ситуациями в голубом доме
- У Ми Хва[англ.] – Хэ Юн
- Хён Бон Сик[англ.] – Пак Юн Чхоль, детектив отдела по расследованию насильственных преступлений
- Мун Сук[англ.] – доктор Хан, пассажирка рейса 501
- Соль Ин А[англ.] – Тхэ Ын
- Квон Хан Соль[англ.] – Мин Джун, дочка детектива Гу Ин Хо
- Ким Бо Мин – Су Мин, дочка Джэ Хёка
- Ким Кук Хи[англ.] – Ми Рян
- Ли Ёль Ым[англ.] – Пак Си Ён
- Джан Со Ён – бортпроводница
- Чон Су Джи[англ.] – помощник секретаря О
- Ли Су Ми[англ.] – подруга Хэ Юн
- Син Су-ён[англ.] – ученица старшей школы

## Производство
29 августа 2019 года Showbox подтвердил, что Сон Кан Хо и Ли Бёнхон согласились сняться в следующем фильме режиссёра Хан Джэ Рима «Чрезвычайная ситуация». 30 марта 2020 года стало известно, что съёмки фильма приостановлены из-за вспышки COVID-19. В мае 2020 года был окончательно утверждён актёрский состав фильма: Сон Кан Хо, Ли Бёнхон, Чон Доён, Ким Нам Гиль, Лим Сиван, Ким Со Джин и Пак Хэ Джун. Съёмки начались в том же месяце.
Набор для изготовления самолёта был изготовлен путём переброски целого разобраного самолёта из Соединённых Штатов. В основе декораций лежит дизайн ранней модели Boeing 777. С помощью карданного подвеса диаметром 7 метров и длиной 12 метров он вращался на 360 градусов.
31 августа 2020 года дистрибьюторы фильма «Showbox» объявили об остановке съёмок из-за новой волны COVID-19. Съёмки возобновились 12 сентября 2020 года и завершились 24 октября 2020 года. Режиссёр сказал: «Как продюсер и режиссёр, я очень доволен тем, что все хорошо закончили съёмки». На постпродакшене режиссёр Хан Джэ Рим сказал о съёмках и актёрской игре: «Декорации — это всего лишь декорации, но в сцене в самолёте стоит обратить внимание на выдающуюся игру актёров. Именно это я и хочу показать».

## Выпуск
Фильм «Чрезвычайная ситуация» был приглашён во внеконкурсную программу 74-го Каннского кинофестиваля, который пройдёт с 6 по 17 июля 2021 года, а его мировая премьера состоялась 16 июля. Выход фильма на экраны планировался на январь 2022 года, но из-за новой волны пандемии COVID-19 его релиз был отложен. Наконец, фильм вышел в кинотеатрах Южной Кореи 3 августа 2022 года, а в США — 12 августа 2022 года. Фильм был выпущен в Сингапуре, Таиланде, Гонконге и Малайзии 4 августа и был приглашён в секцию «Орбита», конкурсную секцию 55-го кинофестиваля в Сиджесе, который пройдёт с 6 по 16 октября 2022 года.

## Приём

### Кассовые сборы
Фильм вышел 3 августа на 1776 экранах. Фильм стартовал на первом месте в корейском прокате, собрав 336 751 зрителей. На четвёртый день после премьеры он собрал миллион зрителей, оставаясь лидером проката в течение двух дней. Фильму понадобилось 18 дней, чтобы набрать более 2 миллионов зрителей.
По данным Корейского совета по кинематографии, по состоянию на 26 сентября 2022 года фильм занимал восьмое место в списке самых кассовых корейских фильмов 2022 года, собрав 14,7 млн долларов США и 2,1 млн зрителей. При стоимости производства около 30 млн вон фильму требовалось около 5,2 млн (южнокорейских) зрителей, чтобы преодолеть точку безубыточности. В конце августа фильм был продан за 13 млрд вон и выпущен эксклюзивно на Coupang Play. Благодаря отказу от услуг VOD фильм смог окупить производственные затраты благодаря первоначальному взносу.

### Критические отзывы
Сайт-агрегатор обзоров Rotten Tomatoes сообщил о рейтинге одобрения в 64% на основе 33 обзоров со средней оценкой 5,5/10.
Лим Су Ён из Cine21 заявила, что фильм «скорее напоминает фильм «Монстр» режиссёра Пон Джун Хо, чем голливудский фильм о захвате самолёта или авиакатастрофе». В заключение Им написала: «Это новый фильм режиссёра Хан Джэ Рима, снявшего «Созерцание» и «Короля»». Ли Маршалл, рецензировавший фильм для Screen Daily, раскритиковал хронометраж. Он высоко оценил сцену погони, снятую через лобовое стекло автомобиля, который преследовал. В заключение Ли написал: «... но фильм остаётся серией набросков, которые практически стёрты банальным и неаутентичным финалом». Питер Дебрюге из Variety, высоко оценив фильм, написал: «С точки зрения повествования, видеть, что Хан может сделать с интерьером самолёта — и целой кучей компьютерной графики — просто вдохновляет». Джаред Мобарак в The Film Stage оценил фильм на B- и написал: «Самолет в опасности. Он не может приземлиться, пока на земле не будет разработан план по снижению этой опасности. Всё происходящее подтверждает эти две истины. Тем не менее, он никогда не бывает скучным». Лора Сирикул из The Nerds of Color оценила фильм на 3,5/5 и похвалила постановочный дизайн, операторскую работу и компьютерную графику в интерьере самолёта, назвав их «невероятными». Сирикул заявила: «Фильм был полон неожиданных поворотов, поэтому его длительность не ощущается. Кроме того, он усиливает напряжение и ставки, добавляя всё больше и больше сюрпризов».
Тереза Лаксон в статье для Collider поставила фильму оценку C+ и написала: «Столько всего его тормозит, что кажется невозможным, чтобы фильм «Чрезвычайная ситуация» взлетел, и он находится в тени фильмов-катастроф, которые извлекают выгоду из отличительных черт своего жанра, вместо того, чтобы пытаться сделать слишком много одновременно».

## Внешние ссылки
- «Чрезвычайная ситуация» (англ.) на сайте Internet Movie Database
- «Чрезвычайная ситуация (фильм, 2021)» (англ.) на сайте Rotten Tomatoes